# الیکورپ
الیکورپ (انگلیسی: Alicorp) شرکت صنایع غذایی پرویی است، که در سال ۱۹۵۶ تأسیس شد.